# Pierre Barouh

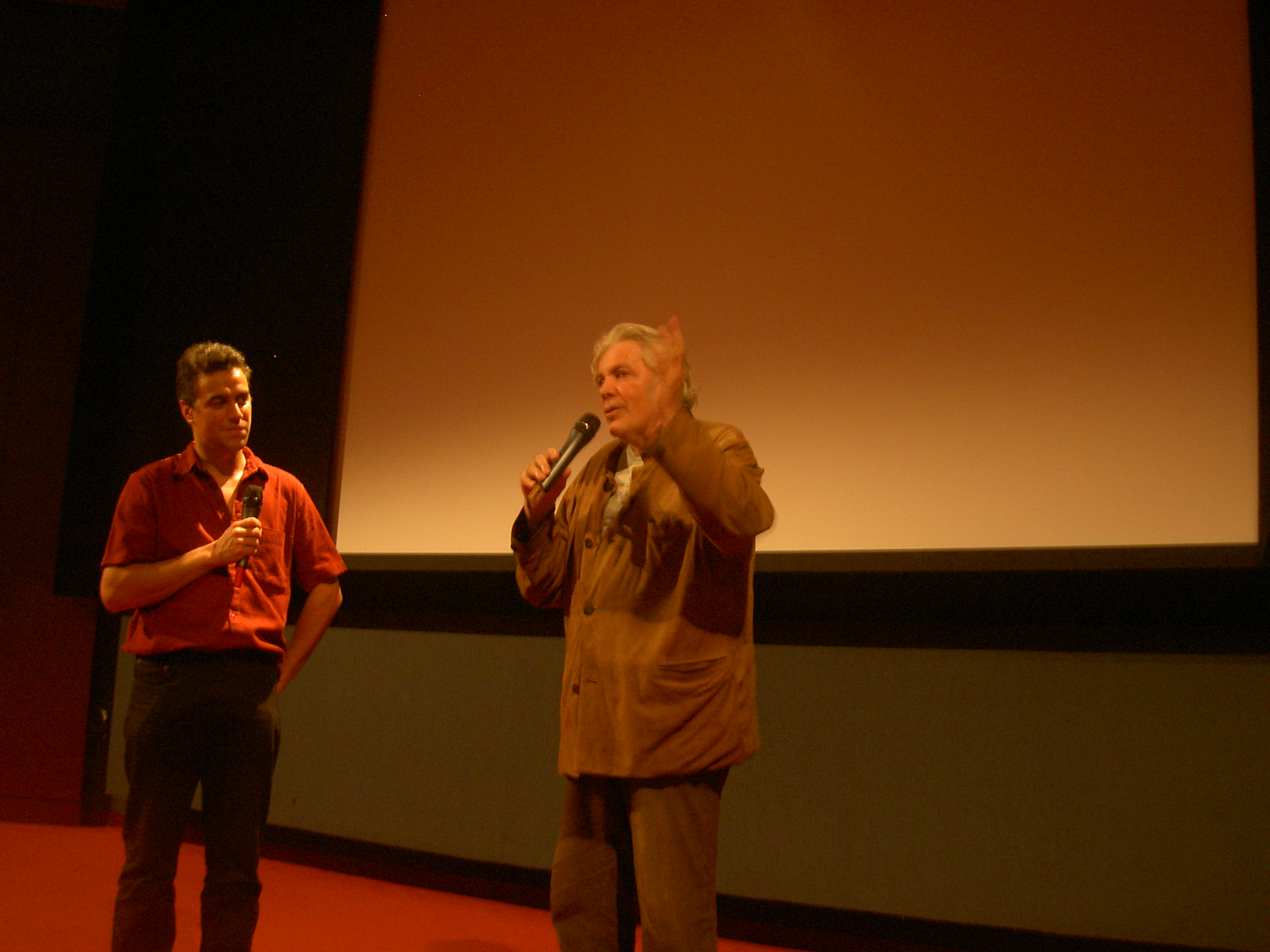
Pierre Barouh 2005 in Paris

Pierre Elie Barouh (* 19. Februar 1934 in Paris; † 28. Dezember 2016 ebenda) war ein französischer Komponist, Sänger und Autor.

## Leben
Barouh wuchs mit seinen Geschwistern in Levallois-Perret auf, wo seine Eltern, die einen Stoffhandel betrieben, bis zum Ausbruch des Zweiten Weltkriegs lebten. Dann brachten sie ihre Kinder zur Sicherheit in die Region Montournais, Département Vendée. Diese Erfahrungen finden sich später in vielen seiner Liedtexte wieder (À bicyclette, Des ronds dans l'eau, Les filles du Dimanche). Nach dem Krieg arbeitete Barouh als Sportjournalist, als aktiver Sportler war er Mitglied der französischen Volleyball-Nationalmannschaft.
Bei längeren Aufenthalten in Portugal entdeckte Barouh die brasilianische Musik, vor allem Bossa Nova, für sich und kontaktierte Komponisten dieses Stils. Daneben versuchte er sich zu Beginn der 1960er-Jahre als Schauspieler und Dokumentarfilmer über die Bossa Nova. So schuf er ein Porträt von Baden Powell de Aquino. 1966 war er als Darsteller und Komponist an Claude Lelouchs in Cannes mit einer Goldenen Palme ausgezeichneten Film Ein Mann und eine Frau beteiligt. Mit Nicole Croisille sang er auch das Titellied Un homme et une femme, für das er den Text schrieb. Barouh erwarb im Anschluss eine Mühle in Vendée und errichtete dort ein Tonstudio. Sein Plattenlabel nannte er Saravah, mit dem er in den folgenden Jahren zahlreiche musikalische Talente entdeckte und förderte, darunter Jacques Higelin und Brigitte Fontaine. Von 1966 bis 1969 war er mit Anouk Aimée verheiratet.
Seit seiner Heirat mit der japanischen Malerin Atsuko Ushioda ab den 1980er-Jahren, verbrachte er die Hälfte des Jahres im Heimatland seiner Frau. Ihre gemeinsame Tochter ist die Musikerin Maïa Barouh. Eine weitere Tochter ist die bildende Künstlerin und Filmemacherin Amie Barouh (geboren 1993 in Tokio). Weiterhin veröffentlichte er regelmäßig Musikaufnahmen – die Musik zu den Olympischen Winterspielen 1992 stammt von ihm –, war an Filmen beteiligt und schrieb Theaterstücke. Als Sänger war er auch an Aufnahmen von David McNeil (um 1975), Daniel Mille (1999) und Jean-Pierre Mas (2012) beteiligt.

## Veröffentlichungen (Auswahl)
- 1965: Vivre
- 1966: Ein Mann und eine Frau (Un homme et une femme) (Soundtrack)
- 1968: 13 jours en France (Soundtrack)
- 1977: Viking bank
- 1979: Le divorcement (Soundtrack)
- 1982: Le Pollen
- 1982: Okurimono
- 1984: Sierras
- 1990: Saravah
- 1998: Itchi go itchi e
- 2001: Saudade

## Filmografie (Auswahl)
- 1962: En plein cirage
- 1964: Der Gendarm von St. Tropez (Le Gendarme de Saint-Tropez)
- 1966: Arrastao – Die Liebenden vom Meer (Arrastao)
- 1966: Ein Mann und eine Frau (Un homme et une femme)
- 1971: Areski und Eli (Ça va, ça vient)
- 2010: Les marais criminels